# Eclogavena dayritiana
Eclogavena dayritiana is een slakkensoort uit de familie van de Cypraeidae. De wetenschappelijke naam van de soort is voor het eerst geldig gepubliceerd in 1963 door Cate.